# فيروسات طخائية
الفيروسات الطخائية أو فصيلة الأربوفيروسات توجافيريدي (بالإنجليزية: Togaviridae)‏ هي عائلة من الفيروسات تضم الأجناس التالية:
- جنس فيروس ألفا
- جنس فيروس الحميراء

## وصلات خارجية
- جينوم الفيروسات الطخائية نتائج البحث في قاعدة بيانات من مركزالمعلومات الحيوية للفيروسات
- نطاق فيروسي: فيروسات طخائية